# Teano (metropolitana di Roma)
Teano è una fermata della linea C della metropolitana di Roma.
Si trova all'incrocio tra via Teano e viale Partenope, a circa 500 m da via Prenestina, nel quartiere Prenestino-Labicano.
Presenta un ampio atrio con vetrate poste al livello del piano stradale, in modo da essere illuminato dalla luce solare, progettato per ospitare servizi commerciali ed eventi culturali.
Nei pressi della stazione hanno sede gli uffici della società titolare dell'intero progetto infrastrutturale, la Metro C S.c.p.A, sita in prossimità dell'incrocio tra via Teano e via dei Gordiani.

## Lavori
I cantieri sono stati aperti nel luglio 2007. La stazione, completata a gennaio 2015, e affidata alla società di trasporto pubblico romana ATAC per il pre-esercizio il 12 maggio 2015, è entrata in servizio il 29 giugno 2015.
È previsto un parcheggio di scambio nei suoi pressi.
Le banchine della stazione sono sovrapposte, predisponendola per una diramazione diretta a Ponte Mammolo e denominata Linea C1, progetto che, tuttavia, è stato accantonato.

## Servizi
La stazione dispone di:
- Biglietteria automatica

## Interscambi
- Fermata autobus ATAC
- Fermata tram (Prenestina/Irpinia, percorrendo Viale Partenope per circa 500 m, linee 5, 14 e 19)

## Monumenti e luoghi d'interesse
- Villa Gordiani